# Тардетс-Соролюс
Тарде́тс-Соролю́с (фр. Tardets-Sorholus) — коммуна во Франции, находится в регионе Аквитания. Департамент — Атлантические Пиренеи. Административный центр кантона Монтань-Баск. Округ коммуны — Олорон-Сент-Мари.
Код INSEE коммуны — 64533.

## География
Коммуна расположена приблизительно в 690 км к югу от Парижа, в 195 км южнее Бордо, в 45 км к юго-западу от По.
На юго-западе коммуны протекает река Сезон.

### Климат
Климат тёплый океанический. Зима мягкая, средняя температура января — от +5 °С до +13 °С, температуры ниже −10 °C бывают редко. Снег выпадает около 15 дней в году с ноября по апрель. Максимальная температура летом порядка 20—30 °C, выше 35 °C бывает очень редко. Количество осадков высокое, порядка 1100 мм в год. Характерна безветренная погода, сильные ветры очень редки.

## Население
Население коммуны на 2010 год составляло 603 человека.
| 1962 | 1968 | 1975 | 1982 | 1990 | 1999 | 2010 |
| ---- | ---- | ---- | ---- | ---- | ---- | ---- |
| 1107 | 915  | 818  | 787  | 704  | 653  | 603  |

## Администрация
| Период | Период | Фамилия      | Партия                  | Примечания |
| ------ | ------ | ------------ | ----------------------- | ---------- |
| 1995   | 2008   | Пьер Эрбен   | Социалистическая партия |            |
| 2008   | 2020   | Арно Вильнёв | Разные левые            |            |

## Экономика
В 2010 году среди 292 человек трудоспособного возраста (15—64 лет) 204 были экономически активными, 88 — неактивными (показатель активности — 69,9 %, в 1999 году было 72,2 %). Из 204 активных жителей работали 189 человек (101 мужчина и 88 женщин), безработных было 15 (9 мужчин и 6 женщин). Среди 88 неактивных 17 человек были учениками или студентами, 42 — пенсионерами, 29 были неактивными по другим причинам.

## Достопримечательности
- Церковь Святого Петра (XIX век)[4];
- Часовня Святой Марии Магдалины.

## Фотогалерея
- Центральная площадь
- Мэрия
- Бывшая мэрия
- Церковь Св. Петра
- Интерьер церкви Св. Петра
- Часовня Св. Марии Магдалины
- Интерьер часовни Св. Марии Магдалины
- Военный мемориал в форме баскской стелы
- Баскская стела
- Река Ларитоль